# Марченко, Александр Николаевич
Алекса́ндр Никола́евич Ма́рченко (укр. Олександр Миколайович Марченко; 12 января 1968, Херсон, Украинская ССР, СССР) — советский и украинский гребец, бронзовый призёр Олимпийских игр. Заслуженный мастер спорта СССР (1990).

## Карьера
На Олимпиаде в Сеуле Марченко вместе с Василием Якушей в составе парной двойки выиграл бронзовую медаль.
На Олимпийских играх 1996 и 2000 года Александр Марченко представлял Украину и в составе парных четвёрок занимал 7-е и 6-е места соответственно.